# Blomsterbin
Blomsterbin (Melitta) är ett släkte solitära bin i familjen sommarbin.

## Beskrivning
Blomsterbin är medelstora bin med en längd på mellan 7 och 16 millimeter. De påminner om sandbina men är inte närmare släkt med dessa. De ingående arterna har tämligen tät behåring på huvud och mellankropp, inklusive benen. På bakbenens skenben har honan pollenkorgar, hårsamlingar för insamling av pollen. På bakkroppen har tergiterna hårband längs bakkanterna; speciellt yviga är dessa på de två bakersta tergiterna.

## Ekologi
Blomsterbin är solitärt levande bin som bygger sina bon i gångar som de själv gräver i sandig mark eller lerjord. Bona består av en cirka 10 cm lång huvudgång med flera korta sidogångar, som var och en avslutas med en larvcell. Denna har sidorna täckta med en vaxliknande substans. Alla arternas larver övervintrar som en passiv vilolarv.
De ingående arterna flyger mellan juni och september; hanarna kommer fram upp till tre veckor tidigare än honorna, så att de kan uppvakta dem vid födoväxterna. Blomsterbina är mycket strikt oligolektiska, det vill säga de samlar pollen och nektar från ett begränsat antal blomarter. De parasiteras av gökbin, som lägger sina ägg i larvcellerna, så att gökbilarven kan utnyttja matförrådet sedan den först har dödat värdägget eller -larven.

## Utbredning
Utbredningsområdet omfattar Nordamerika, Eurasien från Västeuropa till Japan (dock ej Sydostasien), samt delar av Afrika. Drygt 40 arter har rapporterats.

### Arter i Sverige och Finland
I Sverige finns 4 arter varav 2 är rödlistade, medan Finland har 2 arter, varav 1 är rödlistad:
- Blåklocksbi (Melitta haemorrhoidalis)
- Lusernbi (Melitta leporina) Nära hotad i Finland
- Rödtoppebi (Melitta tricincta) Nära hotad i Sverige, saknas i Finland
- Storblomsterbi (Melitta melanura) Akut hotad i Sverige, saknas i Finland

Dessutom har fackelblomsterbi (Melitta nigricans) tidigare felaktigt rapporterats som en svensk art.